# Schackstraße 2 (München)

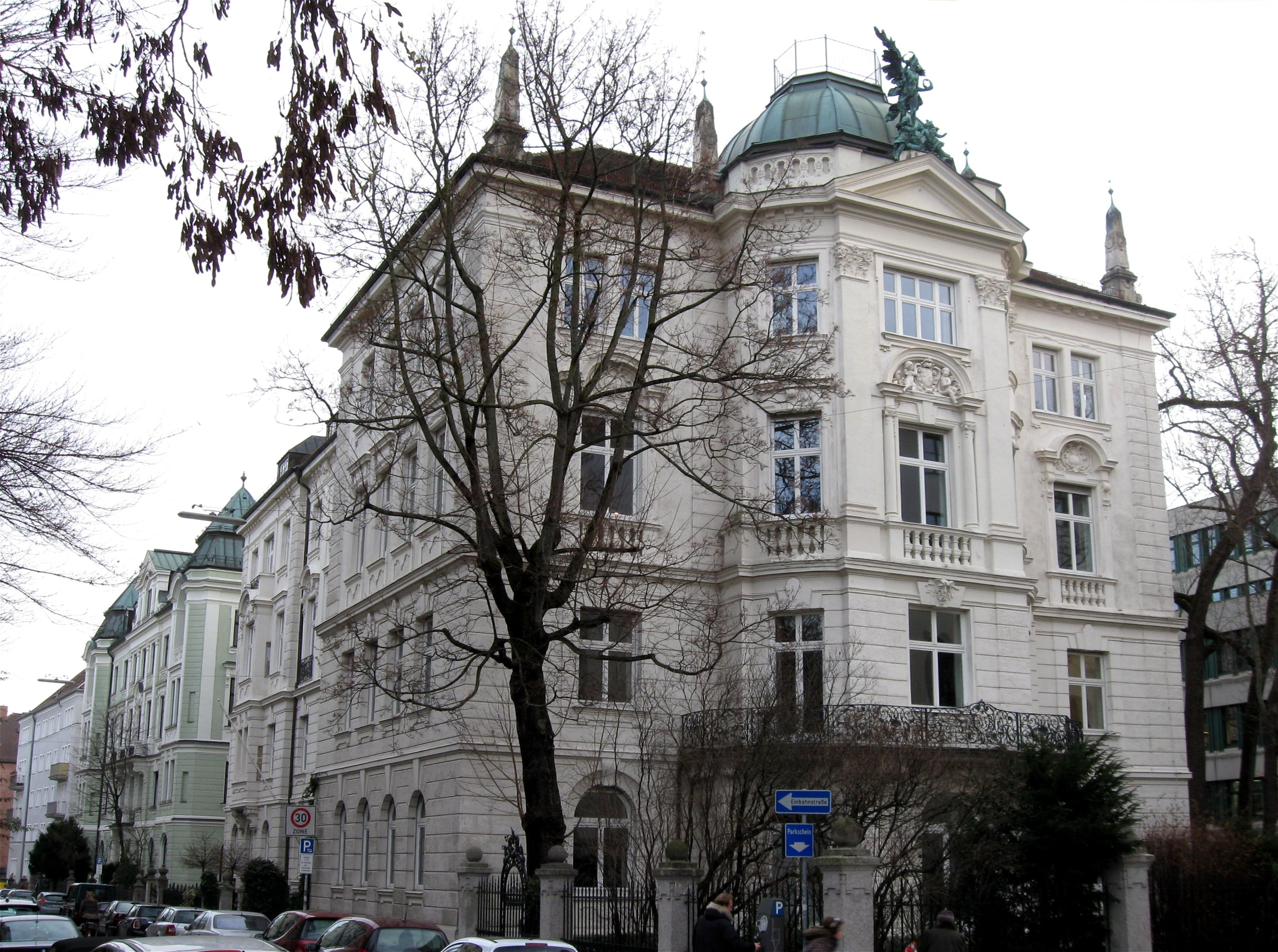
Haus Schackstraße 2 in München-Maxvorstadt

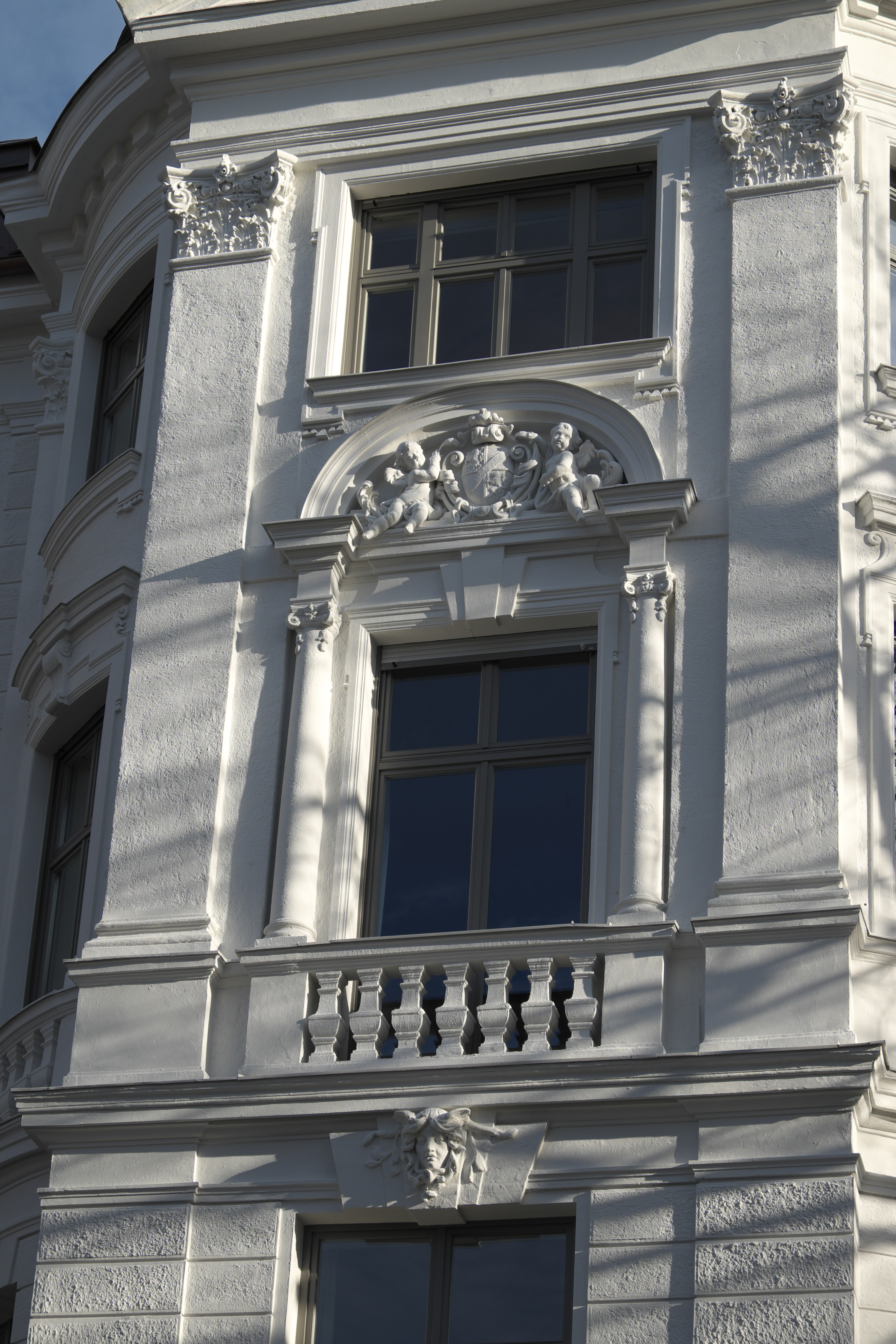
Fassadenschmuck

Das Gebäude Schackstraße 2 ist ein denkmalgeschütztes Mietshaus im Münchner Stadtteil Maxvorstadt.

## Beschreibung
Das neubarocke Eckhaus wurde 1896/97 nach Plänen des Architekten Leonhard Romeis errichtet. Der reich gegliederte und stuckierte Bau besitzt einen polygonalen Risalit an der Leopoldstraße und plastischen Dekor.